# Bolszewo
Bolszewo is een plaats in het Poolse district  Wejherowski, woiwodschap Pommeren. De plaats maakt deel uit van de gemeente Wejherowo en telt 8425 inwoners.